# Infinity on High
Infinity on High —en español: Infinito al máximo— es el tercer álbum de estudio de la banda estadounidense de rock Fall Out Boy. Fue publicado el 6 de febrero de 2007 por Island Records como sucesor del primer éxito comercial de la banda, From Under the Cork Tree, de 2005. La preproducción del disco comenzó en la ciudad natal de la banda, Chicago, donde se llevaron a cabo los ensayos y las sesiones de escritura. Se grabó entre julio y octubre de 2006 en el estudio Pass Studios de Los Ángeles, California y fue mezclado en los estudios de grabación Paramount Recording Studios en Hollywood. La música fue compuesta por el cantante y guitarrista Patrick Stump y las letras fueron escritas por el bajista Pete Wentz.
El álbum cuenta con la colaboración de nuevos productores y artistas invitados, entre ellos se encuentran Babyface y Jay-Z, también se puede ver a la banda experimentar con otros géneros musicales aparte del pop punk, incluyendo el R&B, soul y flamenco. Además, la banda utilizó instrumentos como la trompeta, el violín y el piano, siendo la primera vez que los incluyen en un álbum. Según Billboard, «Fall Out Boy se alejó cada vez más lejos de sus raíces hardcore punk para escribir canciones mucho más accesibles». Los críticos de música consideraron que la lírica fue escrita como respuesta al aumento de la fama. Fall Out Boy se embarcó en varias giras para promocionar el álbum, algunas de ellas fueron: Friends or Enemies Tour, el Honda Civic Tour, y el Young Wild Things Tour.
Infinity on High debutó en el puesto número uno en el Billboard 200 con 260 000 copias vendidas en su primera semana, siendo su primer álbum número uno y el segundo en el top diez. También alcanzó el número uno en Nueva Zelanda, y logró entrar en las cinco mejores posiciones en países como Canadá, Reino Unido y Australia. Infinity on High ha vendido más de dos millones de copias alrededor del mundo. Cuatro de las catorce canciones del álbum fueron lanzadas como sencillos, de los cuales tres entraron en la lista Billboard Hot 100. El primer sencillo, «This Ain't a Scene, It's an Arms Race», debutó en el número dos en dicha lista con 162 000 descargas digitales en su primera semana. El álbum fue certificado platino por la RIAA un mes después de su lanzamiento, el 12 de marzo de 2007, tras vender un millón de copias en Estados Unidos.

## Antecedentes
Luego de tomar un descanso de dos meses después de la gira Black Clouds and Underdogs, Fall Out Boy regresó al estudio para comenzar a trabajar en su tercer álbum de estudio. La banda comenzó a escribir canciones para el nuevo disco mientras estaban de gira y tenían la intención de hacer rápidamente un nuevo álbum para mantener el impulso de su reciente éxito. El vocalista Patrick Stump deseaba comenzar a trabajar en el disco antes, pero la gerencia del grupo instó a los miembros a tomarse un tiempo libre para recuperarse de su constante agenda de giras.
El sello de la banda, Island Records, sufrió cambios mientras el grupo se preparaba para grabar, lo que pospuso la agenda para entrar al estudio tres semanas. El bajista y letrista Pete Wentz declaró que estaban "escribiendo todo el tiempo" y comentó sobre esperar mucho tiempo para lanzar discos: "Eso es lo que ha estado mal con la industria del rock: hacen esperar demasiado a los fanáticos, las bandas se van y [luego] desaparecen de la faz de la tierra. Esa no va a ser la forma en que nosotros lo hagamos". Durante este tiempo libre, Fall Out Boy realizó una versión de la canción "What's This?" para la reedición de 2006 de la banda sonora de The Nightmare Before Christmas, así como un remix de su canción "Of All the Gin Joints in All the World" para la banda sonora de Snakes on a Plane.

## Grabación y producción
Mientras escribían el álbum, Fall Out Boy comenzó a búsqueda posibles productores. Neal Avron, quien produjo el álbum anterior de la banda, From Under the Cork Tree, fue la primera opción del grupo, ya que se sentían muy cómodo con él, viendo que él era como "una clase de quinto miembro de la banda". El grupo también buscó a Babyface, ya que admiraban su trabajo en la banda sonora de la versión cinematográfica de 2001 de Josie and the Pussycats. Babyface vio una de las entrevistas en la que discutieron su deseo de trabajar con él y se contactó con el grupo. Babyface produjo dos de canciones, "I'm Like a Lawyer with the Way I'm Always Trying to Get You off (Me & You)" y "Thnks fr th Mmrs". Neal Avron, quien también produjo el álbum anterior de la banda, se encargó de la producción de once de las catorce pistas de Infinity on High. Antes de grabar, la banda realizó seis semanas de preproducción, que fue propuesta por Avron. Este período incluyó tanto los ensayos como la escritura, así como la elaboración de todos los sonidos y arreglos. Esta comenzó en Chicago antes de que el grupo se mudara a los estudios Swing House en Los Ángeles. Además, se crearon algunas grabaciones preliminares de canciones para usarlas en el estudio como referencia futura.
Infinity on High se grabó de julio a octubre de 2006 en Pass Studios en Los Ángeles. Gran parte del proceso de escritura fue realizado individualmente por los miembros de la banda. Generalmente, Wentz escribía sus letras primero y se las enviaba a Stump, quien creaba una melodía tocando la guitarra junto con las palabras para "encontrar un ritmo". El objetivo de Stump con sus canciones era crear su música cambiando lo menos posible las letras originales de Wentz. Después de escribir una melodía, Stump creaba un ritmo general para la canción. Aunque Fall Out Boy no tiene roles específicos de ritmo o guitarra principal, Stump se veía a sí mismo más como un guitarrista rítmico en el álbum debido a su experiencia como baterista en bandas anteriores. El guitarrista Joe Trohman a menudo escribía sus partes de guitarra después de escuchar el trabajo de Stump, llenando los "espacios vacíos" en las canciones con "toneladas de guitarras y partes atmosféricas tipo Johnny Marr ". El grupo sintió que este proceso de escritura ayudó a crear un sonido más completo.

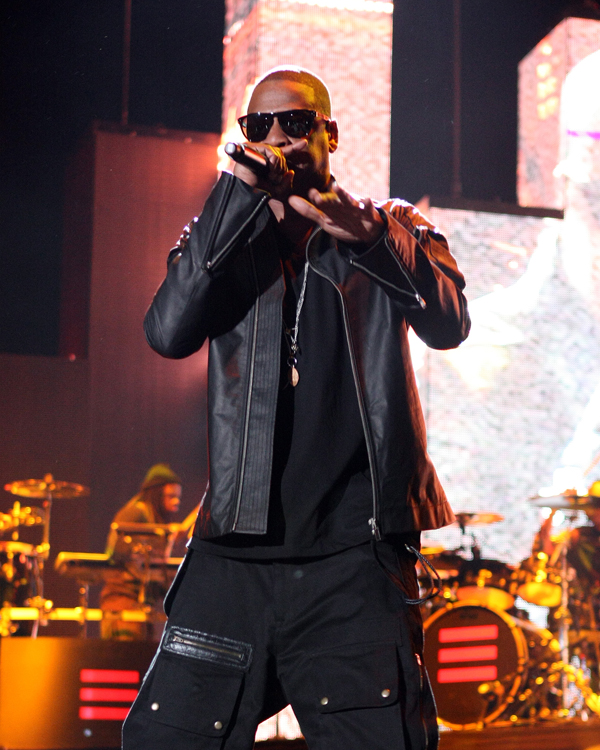
El rapero Jay-Z grabó su introducción hablada de "Thriller" mientras estaba de gira en Australia.

Al escuchar las pistas terminadas, los miembros seleccionaron apariciones especiales que sintieron que funcionarían con las canciones. El grupo "apuntó [ed] a las estrellas" en sus elecciones de colaboradores, y Wentz declaró: "Quiero traer personas que nadie esperaría... Este año es como si hiciéramos nuevos amigos, como Lil Wayne. O pongamos a Jay-Z allí". Wentz comentó sobre trabajar con Jay-Z y dijo: "Fue una locura. Lo llamamos y pensamos que íbamos a hablar con su asistente. Luego contesta el teléfono, como, 'Yo, soy Hov', y nosotros dijimos, 'Um...' Simplemente sucedió así. Y fue bastante loco."  Jay-Z grabó su introducción a la canción de apertura del álbum, "Thriller", mientras estaba de gira en Australia y se la envió a la banda, que luego puso la voz en el álbum. En un desfile de modas en Los Ángeles, Wentz conoció al rapero Kanye West, quien invitó a Wentz y Stump a su casa para compartir música nueva. West luego acordó crear un remix de " This Ain't a Scene, It's an Arms Race " tres semanas antes del lanzamiento programado del álbum. La banda no pudo incluir el remix en el álbum debido a limitaciones de tiempo, pero en julio de 2007 se lanzó un remix de la versión de West con Lil Wayne, Lupe Fiasco, Travis McCoy, Paul Wall y Tyga.
Durante la grabación del álbum, los miembros de la banda realizaron otras actividades diversas. Stump, quien coprodujo "Don't You Know Who I Think I Am?" de Infinity on High, también estaba trabajando en el álbum Like Vines de The Hush Sound , compañero de Fueled by Ramen. Wentz estaba concibiendo un sitio web de redes sociales llamado FriendsOrEnemies.com, además de diseñar para su línea de ropa, Clandestine Industries. Wentz fue entrevistado a menudo sobre el álbum en desfiles de moda clandestinos.

## Lista de canciones
Todas las canciones escritas y compuestas por Patrick Stump, Pete Wentz.

| Infinity on High |                                                                              |                             |                             |          |  |
| N.º              | Título                                                                       | Escritor(es)                | Productor(es)               | Duración |  |
| 1.               | «Thriller» (con Jay-Z)                                                       | Stump, Wentz                | Neal Avron                  | 3:30     |  |
| 2.               | «The Take Over, the Breaks Over» (con Chad Gilbert y Ryan Ross)              | Stump, Wentz                | Neal Avron                  | 3:34     |  |
| 3.               | «This Ain't a Scene, It's an Arms Race»                                      | Stump, Wentz                | Neal Avron                  | 3:32     |  |
| 4.               | «I'm Like a Lawyer with the Way I'm Always Trying to Get You off (Me & You)» | Stump, Wentz                | Babyface                    | 3:31     |  |
| 5.               | «Hum Hallelujah»                                                             | Stump, Wentz, Cohen         | Neal Avron                  | 3:50     |  |
| 6.               | «Golden»                                                                     | Stump, Wentz, Wesley Eisold | Neal Avron                  | 2:32     |  |
| 7.               | «Thnks fr th Mmrs»                                                           | Stump, Wentz                | Babyface                    | 3:21     |  |
| 8.               | «Don't You Know Who I Think I Am?»                                           | Stump, Wentz                | Butch Walker, Patrick Stump | 2:51     |  |
| 9.               | «The (After) Life of the Party»                                              | Stump, Wentz                | Neal Avron                  | 3:21     |  |
| 10.              | «The Carpal Tunnel of Love»                                                  | Stump, Wentz, Wesley Eisold | Neal Avron                  | 3:23     |  |
| 11.              | «Bang the Doldrums»                                                          | Stump, Wentz, Wesley Eisold | Neal Avron                  | 3:31     |  |
| 12.              | «Fame < Infamy»                                                              | Stump, Wentz, Wesley Eisold | Neal Avron                  | 3:06     |  |
| 13.              | «You're Crashing, but You're No Wave»                                        | Stump, Wentz                | Neal Avron                  | 3:42     |  |
| 14.              | «I've Got All This Ringing In My Ears and None on My Fingers»                | Stump, Wentz                | Neal Avron                  | 4:06     |  |
| 47:49            |                                                                              |                             |                             |          |  |

## Posicionamiento en listas

### Semanales
| Alemania          | Media Control                 | 25 |
| Australia         | Listas musicales de Australia | 4  |
| Austria           | Austrian Albums Chart         | 28 |
| Bélgica (Flandes) | Ultratop 50                   | 44 |
| Bélgica (Valonia) | Ultratop 40                   | 36 |
| Canadá            | Canadian Albums Chart         | 2  |
| Estados Unidos    | Billboard 200                 | 1  |
| Estados Unidos    | Digital Albums                | 1  |
| Estados Unidos    | Tastemaker Albums             | 1  |
| Estados Unidos    | Rock Albums                   | 1  |
| Finlandia         | Yleisradio                    | 37 |
| Francia           | SNEP                          | 17 |
| Irlanda           | IRMA                          | 6  |
| Japón             | Oricon                        | 11 |
| México            | Amprofon                      | 21 |
| Nueva Zelanda     | RIANZ                         | 1  |
| Países Bajos      | MegaCharts                    | 45 |
| Reino Unido       | UK Albums Chart               | 3  |
| Suecia            | Sverigetopplistan             | 31 |
| Suiza             | Hitparade                     | 75 |

### Certificaciones
| País           | Organismo certificador | Certificación | Ventas certificadas | Ref.   |
| -------------- | ---------------------- | ------------- | ------------------- | ------ |
| Australia      | ARIA                   | 2× Platino    | 140 000             | [ 39 ] |
| Canadá         | Music Canada           | Platino       | 100 000             | [ 40 ] |
| Estados Unidos | RIAA                   | Platino       | 1 000 000           | [ 41 ] |
| Irlanda        | IRMA                   | Platino       | 15 000              | [ 42 ] |
| Japón          | RIAJ                   | Oro           | 100 000             |        |
| Nueva Zelanda  | RIANZ                  | Platino       | 15 000              | [ 43 ] |
| Reino Unido    | BPI                    | Platino       | 300 000             | [ 44 ] |
| Rusia          | NFPF                   | Platino       | 20 000              |        |

## Créditos y personal
- Patrick Stump: voz principal, guitarra rítmica y piano en «Golden».
- Pete Wentz: bajo y coros.
- Joe Trohman: guitarra líder y coros.
- Andrew Hurley: batería y percusión.